# Pfungstädter Moor
Das Pfungstädter Moor ist ein 97,0 ha großes Naturschutzgebiet in den Gemarkungen Pfungstadt und Bickenbach im Landkreis Darmstadt-Dieburg im Bundesland Hessen.

## Lage
Das Naturschutzgebiet „Pfungstädter Moor“ liegt im Naturraum Hessische Rheinebene – Mittleres Neckarried südlich der Stadt Pfungstadt und nordwestlich von Bickenbach. Es wurde mit Verordnung vom 10. Januar 1955 ausgewiesen, erneut ausgewiesen am 29. Mai 1984 und in den Abgrenzungen ergänzt am 31. Oktober 1994. Das Schutzgebiet umfasst drei getrennte Teilflächen, je eine nördlich und südlich des Erlensees und ein kleines Teilstück zwischen der Bahnlinie, der Bundesautobahn 5 und der Landesstraße L3303. Die Gesamtfläche beträgt etwa 97 Hektar.

## Schutzzweck
Durch die Unterschutzstellung soll eine verlandete Flussschlinge des Altneckars mit sehr gut erhaltenem Prallhang und Resten eines Moores sowie ein Erlenbruchwald erhalten werden. Diese Biotope sind als Lebensraum für seltene Pflanzen und Tiere zu sichern.

## Geschichte
Das Moor entstand vor ca. 10.000 Jahren, als der Altneckar in der Nähe von Heidelberg sein neues Bett fand und der alte Flusslauf verlandete und Moore bzw. Erlenbruchwald entstanden. In geschichtlicher Zeit wurde im Pfungstädter Moor Torf abgebaut und Schilf für verschiedene Nutzungen wie die Dachdeckung oder die Herstellung von Schilfstrohmatten abgemäht. 1955 wurde das Gebiet unter Naturschutz gestellt. Die Renaturierung als Moor war jedoch gefährdet, da der Grundwasserspiegel durch Trinkwasserförderung in der weiteren und näheren Umgebung ständig sank. In den letzten Jahren wird das Moor jedoch durch Zufuhr von Rheinwasser mittels windbetriebener Schöpfwerke am Austrocknen gehindert. Zusätzliche Gräben sorgen für eine gleichmäßigere Verteilung des in das Moor zugeführten Rheinwassers.
Seit 2007 ist das Pfungstädter Moor zusätzlich Teilgebiet des EU-Vogelschutzgebietes Hessische Altneckarschlingen.

## Zustand 2011
Die vorgenannten Maßnahmen haben in wenigen Jahren dazu geführt, dass seltene Vögel wie Drosselrohrsänger, Zwergrohrdommel, Teichrohrsänger und andere Vogelarten den geschaffenen Lebensraum annahmen.
Eine weitere Besonderheit des Naturschutzgebietes ist das Vorkommen von Sumpf-Lappenfarn (Thelypteris palustris) und Scheinzypergras-Segge (Carex pseudocyperus).
Das dschungelartige Gelände steht den Besuchern offen und darf auf den ausgewiesenen Pfaden erforscht werden.
Direkt im Norden grenzt das Gebiet an den 7 ha großen Tafelberg, die 1986 geschlossene ehemalige Kreismülldeponie. Die Deponie wurde um 1950 in einem ausgetorften Bereich des Moores angelegt. 2004 wurde die Renaturierung des Hügels, der 850000 Kubikmeter Müll verbirgt, für vollendet erklärt.

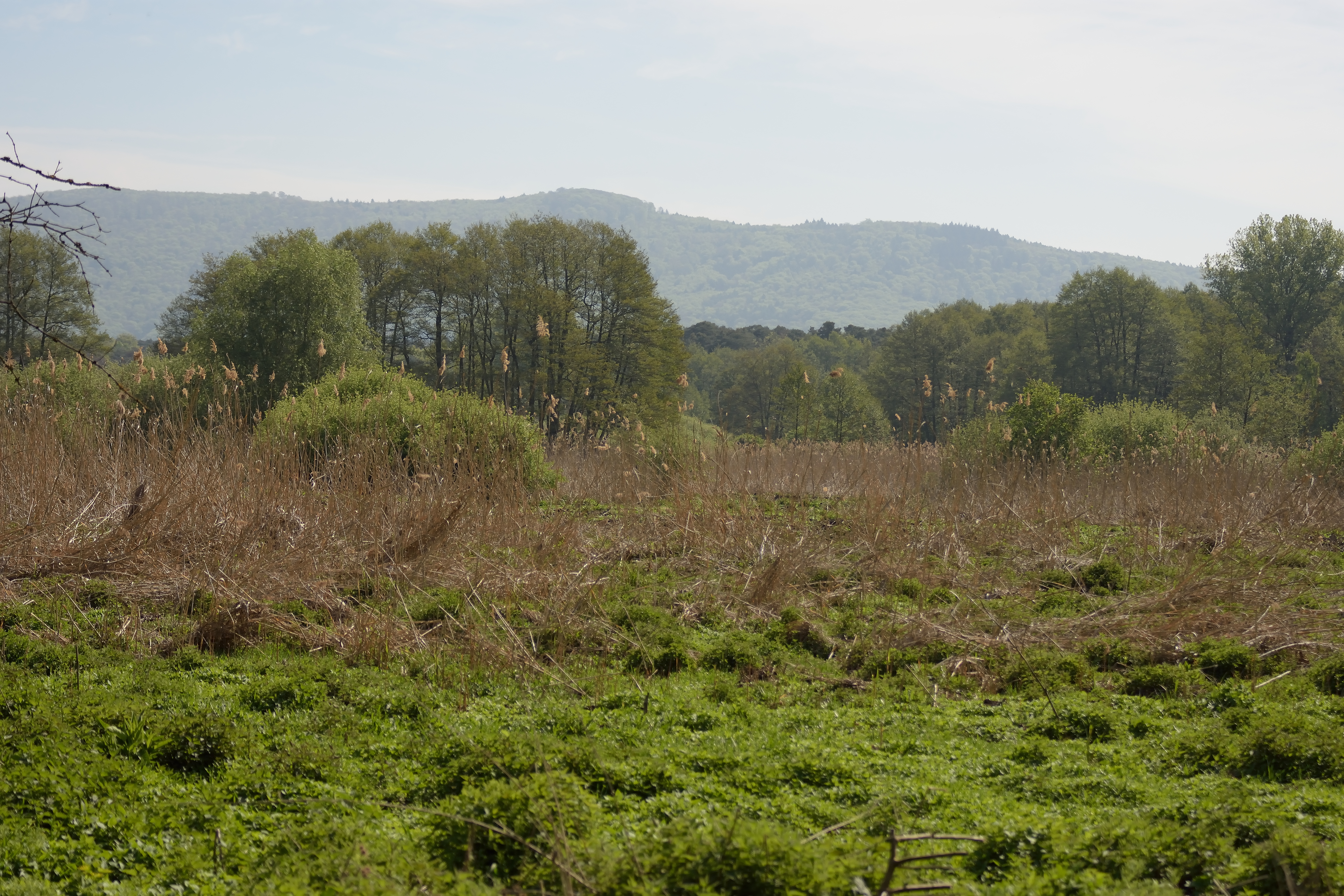
Pfungstädter Moor (2017)
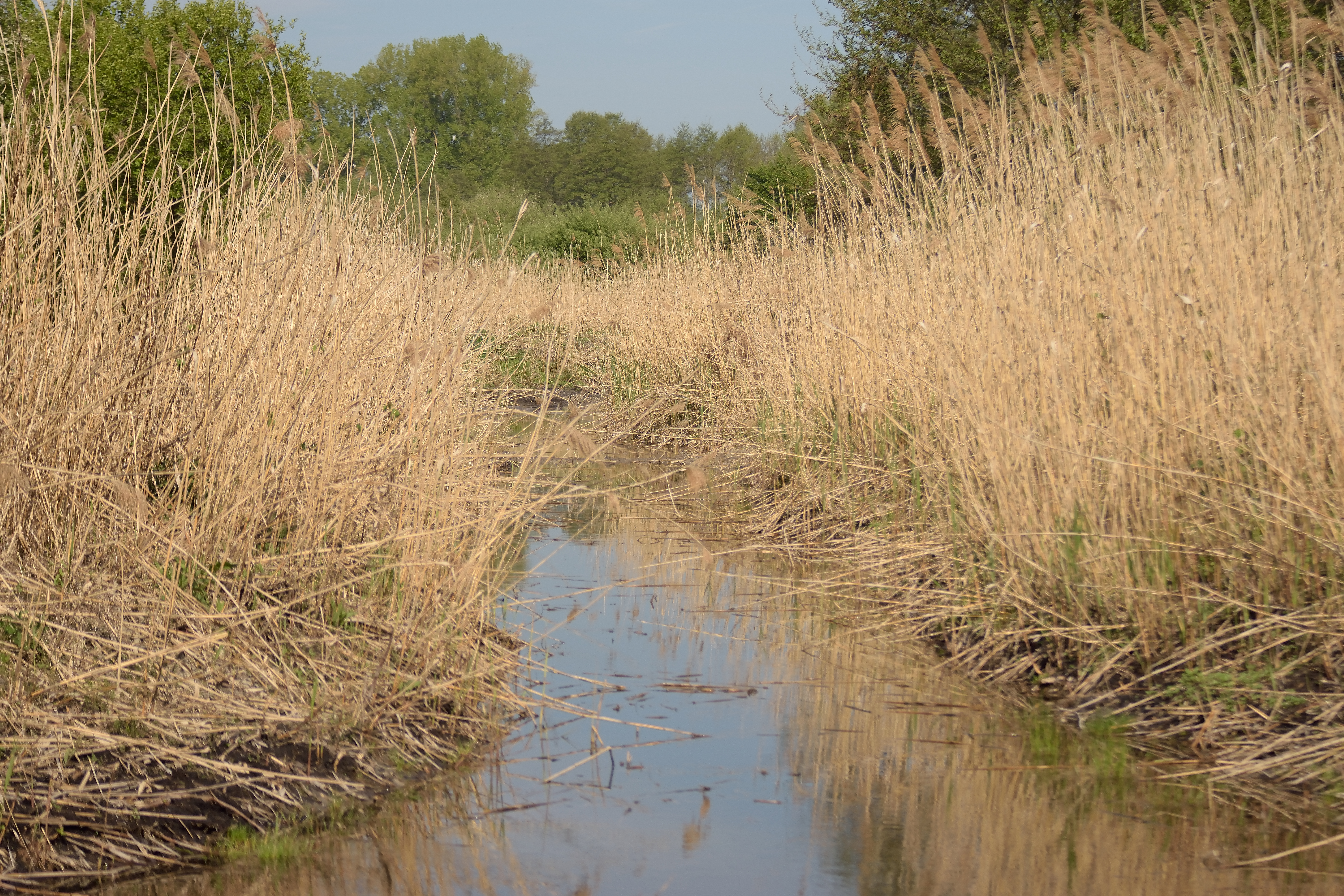
Pfungstädter Moor (2017)
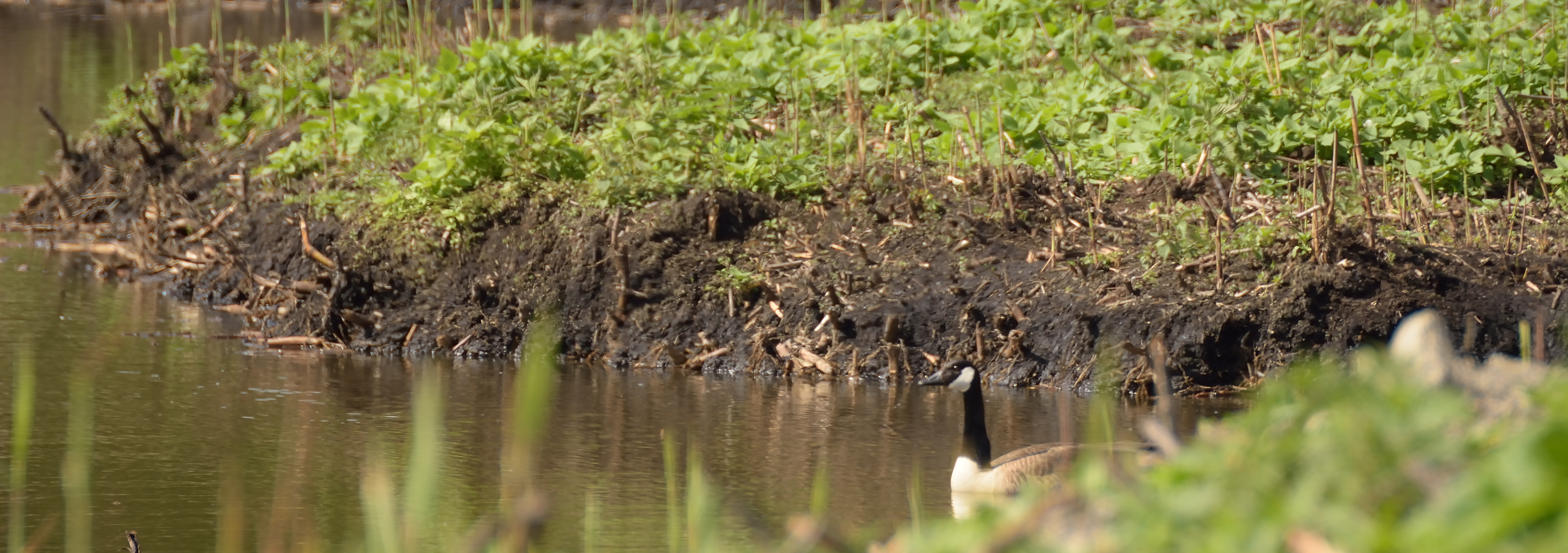
Pfungstädter Moor (2017)